# Municipio de Sharon Springs
El municipio de Sharon Springs (en inglés: Sharon Springs Township) es un municipio ubicado en el condado de Wallace en el estado estadounidense de Kansas. En el año 2010 tenía una población de 935 habitantes y una densidad poblacional de 1,06 personas por km².

## Geografía
El municipio de Sharon Springs se encuentra ubicado en las coordenadas 38°56′32″N 101°45′14″O / 38.94222, -101.75389. Según la Oficina del Censo de los Estados Unidos, el municipio tiene una superficie total de 884.54 km², de la cual 884,5 km² corresponden a tierra firme y (0 %) 0.03 km² es agua.

## Demografía
Según el censo de 2010, había 935 personas residiendo en el municipio de Sharon Springs. La densidad de población era de 1,06 hab./km². De los 935 habitantes, el municipio de Sharon Springs estaba compuesto por el 95,4 % blancos, el 0,11 % eran afroamericanos, el 0,32 % eran amerindios, el 0,11 % eran asiáticos, el 2,89 % eran de otras razas y el 1,18 % eran de una mezcla de razas. Del total de la población el 4,6 % eran hispanos o latinos de cualquier raza.